# Světlo a stíny
Světlo a stíny (anglicky Shadow and Bone) je fantasy kniha pro mládež od americké autorky Leigh Bardugo. Kniha vydalo 5. června 2012 nakladatelství Macmillan Publishers. V českém překladu poprvé vyšla 30. ledna 2017 v nakladatelství Fragment. Jedná se o první díl trilogie Griša, dalšími díly jsou Bouře a vzdor a Zkáza a naděje. Vypráví o dívce jménem Alina, která se ve světě inspirovaném carské Rusko musí naučit ovládat magické síly. V knize můžeme najít nadpřirozené bytosti, věci a grišy, kteří ovládají různé přírodní živly.
Na motivy knihy vznikl televizní seriál Světlo a stíny, který měl premiéru v roce 2021 na Netflixu.

## Děj
Příběh se odehrává v temném fantasy světě zvaném Ravka, který má ruský nádech. Lidé rozděleni podle svých magických schopností – Grišové – lidé s magickými silami a ostatní jsou obyčejní lidé. Hlavní hrdinka knihy, Alina Starková, je sirotek, který vyrůstal v armádě Ravky jako kartograf. Když je Alina a její nejlepší přítel Mal poslána na nebezpečnou misi, aby překročili Vrásu (smrtící tmavou oblast, která rozděluje zemi na dvě části) jsou napadeni monstry a Mal je těžce zraněn a v Alině se probudí schopnosti – dokáže ovládat světlo. Alina je odvezena do Malého paláce, kde se učí o svých magických silách a setkává se s mnoha lidmi se schopnostmi, včetně Temnyje (Generála Kirigana, nejmocnějšího Griši v zemi. Kirigan si uvědomuje, že Alina má unikátní moc, kterou může použít ke zničení Vrásy stínu, která brání Ravce v expanzi. Alina se časem dozví že právě Kirigan byl ten co vrásu stvořil. Alina se snaží najít cestu, jak ovládnout své síly a zachránit Malův život, a současně čelit rostoucí hrozbě ze strany Temnyje, který chce její moc využít k dosažení vlastních cílů.

## Postavy

### Hlavní postavy
- Alina Starkov (Sankta Alina) – osiřelá kartografka První armády Ravky, Světlonoška
- Maljen „Mal“ Oretsev – osiřelý stopař První armády Ravky (36. regiment) a nejlepší kamarád Aliny
- Temnyj – velitel Druhé armády Ravky, člen rodu Temnyjů (přivolávači obdaření schopností přivolávat a ovládat stíny, je jich pouze jedna rodová linie)

### Vedlejší postavy
- Žeňa Safinová – jediná známá Krejčová a kamarádka Aliny
- Zoja Nazjalenská – Větrostrůjkyně
- Marie – Ohňostrůjce
- Nadia – Větrostrůjkyně
- Ivan – Smrtič a pravá ruka Temnyje
- Baghra – trenérka mladých Griš
- Aparátus – duchovní poradce krále Ravky

## Přijetí díla a interpretace
Kniha byla obecně velmi dobře přijata kritiky i čtenáři a získala si silnou fanouškovskou základnu. Kniha byla chválena pro svůj jedinečný svět, zajímavé postavy a napínavou zápletku. Dílo je plné fantasy prvků, ale zároveň se zabývá i hlubšími tématy, jako je boj o moc, vztahy mezi různými skupinami lidí a přijetí vlastní identity. Hlavní postava Alina Starkov prochází v knize vnitřním bojem, kdy se snaží najít své místo ve světě Grišů a přijmout své vlastní schopnosti. Tento proces může být interpretován jako metafora pro proces zrání a přijetí vlastní identity mnoha mladých lidí. Kniha také obsahuje prvky diskriminace mezi různými skupinami lidí, což může být vnímáno jako kritika nepřijímání odlišnosti. Dospívání a postupná emancipace zpočátku nenápadné hlavní hrdinky je ústředním tématem díla, přerod je však zachycen poměrně šablonovitě – podle recenze Laini Taylor v New York Times je Alina dokonalým exemplářem „úplně obyčejné hrdinky“.
Taylor uvádí, že dojem ze čtení záleží především na tom, zda bude čtenář pociťovat nudu při setkání s motivy a zápletkami, které již mnohokrát viděl, nebo zda se naopak nechá strhnout vzrušujícími událostmi, jejichž prožíváním se „silněji než v každodenním životě“ naplňují některé ze základních lidských potřeb – být výjimečná, být mocná, být milovaná. Její recenze si rovněž všímá paralel s Ruskem, včetně oddílu opričníků, které popisuje jako „předchůdce KGB“, a všímá si vykreslení Temnyje jako typického osudového muže – mocného, magneticky přitažlivého, zachmuřeného, záhadně a nepřirozeně působícího.
Podle recenze Kateřiny Houškové je kniha plná magie, dobrodružství a romantiky a její děj bude pro mnoho čtenářů velmi poutavý, což zajišťuje rychlé čtení. Některé prvky, zejména milostný trojúhelník, však mohou být vnímány jako předvídatelné. Svět, ve kterém se příběh odehrává, označuje za neobyčejně promyšlený, stejně jako jeho jazyk a postavy.
Recenze v časopise Sarden upozornila, že originální svět románu lze přirovnat ke skutečnému světu, jak ho znají čtenáři, a to díky jeho zeměpisnému rozložení. Ravka je inspirována carským Ruskem, sousední stát Šu Han je Čína a Fjerda představuje Finsko. Vykreslení světa se ovšem kniha příliš nevěnuje, byť právě jeho originalita by si zasloužila více prostoru. Jednotlivá místa nabývají na významu až v dalších dílech. I postavy se schopnostmi, Grišové, jsou velmi zajímavě pojatí, k čemuž přispívá i rozdělení do sociálních skupin podle jejich daru. Syžet díla se však podle recenze příliš neliší od jiných děl žánru young adult, jako jsou Hunger Games nebo Kostičas.

## Pokračování
V červnu 2013 vydalo nakladatelství pokračování s názvem Bouře a vzdor a v červnu 2014 byl vydán závěrečný díl trilogie Zkáza a naděje.
Do stejného světa je zasazen také děj duologie Šest vran (Šest vran a Prohnilé město) a duologie Zjizvený král (Zjizvený král a Vláda vlků), a také doplňující sbírky Trnitá řeč a Život svatých.

## Adatapce
Kniha Světlo a stíny byla zfilmována v podobě fantasy televizního seriálu dostupného na službě Netflix. Seriál měl premiéru 23. dubna 2021. Režisérem seriálu byl Eric Heisserer. Hlavní postavu Alinu Stark ztvárnila Jessie Mei Li, nejlepšího přítele Aliny, Mala, hrál Archie Renaux. Generála Alexandra Kirigana neboli Temnonoše hrál Ben Barnes.